# مترسدورف ام ساسباخ

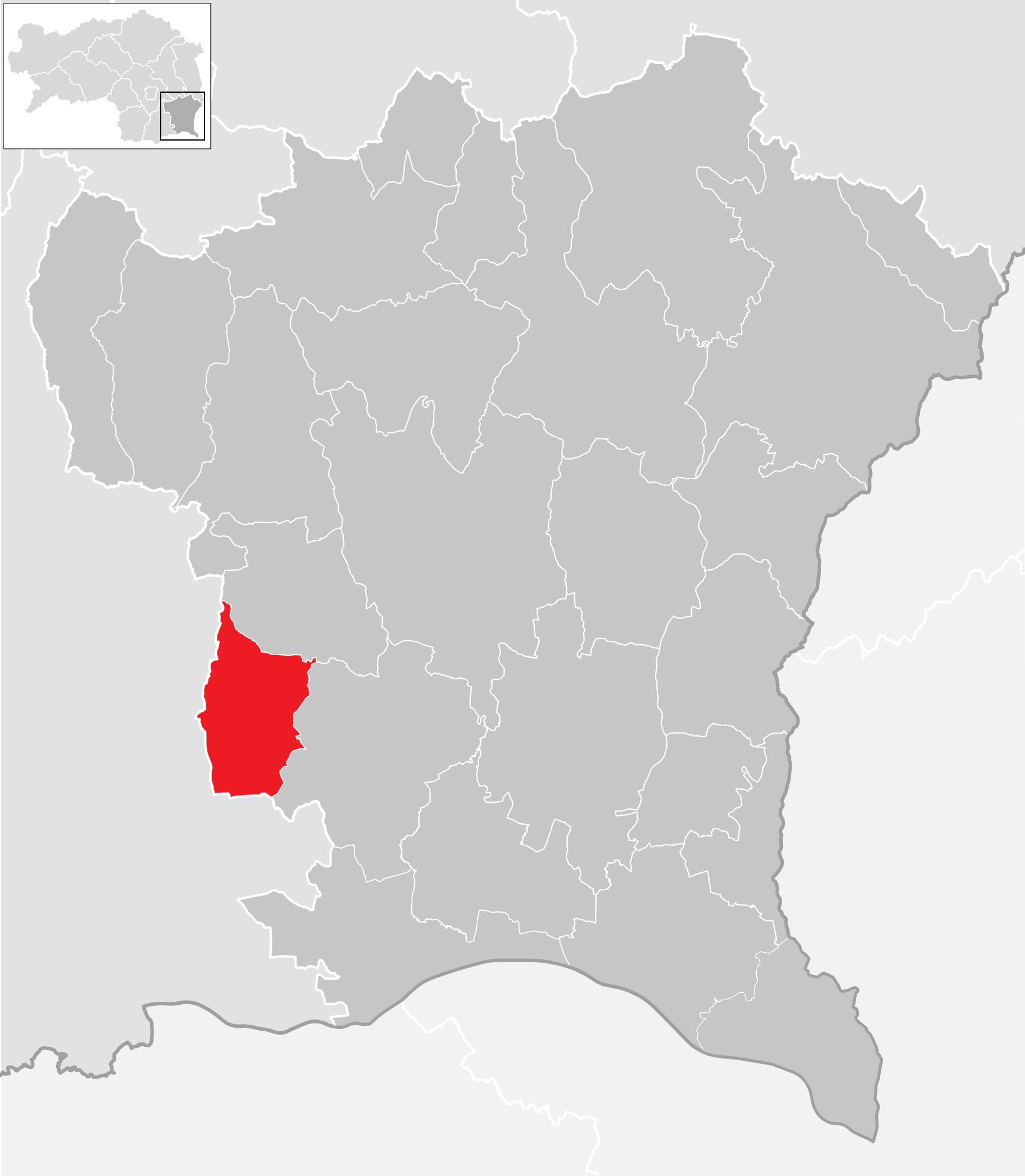
موقعیت «مترسدورف ام ساسباخ» در زودوست‌اشتایرمارک.

مترسدورف ام ساسباخ (به آلمانی: Mettersdorf am Saßbach) یک منطقهٔ مسکونی در اتریش است که در زودوست‌اشتایرمارک واقع شده‌است. مترسدورف ام ساسباخ ۲۲٫۷۲ کیلومتر مربع مساحت دارد ۲۸۱ متر بالاتر از سطح دریا واقع شده‌است.